# Église des Saints-Anges-Gardiens de Montréal
Pour les articles homonymes, voir Église des Saints-Anges-Gardiens.
L’église des Saints-Anges-Gardiens est une église catholique située à Montréal au Canada, dans l’arrondissement de Lachine, au 1400, boulevard Saint-Joseph. Sa construction fut terminée en 1920. Elle est l’une des églises imposantes de la ville, avec Saint-Stanislas-de-Kostka, le Très-Saint-Nom-de-Jésus ou encore Saint-Jean-Baptiste.

## Historique

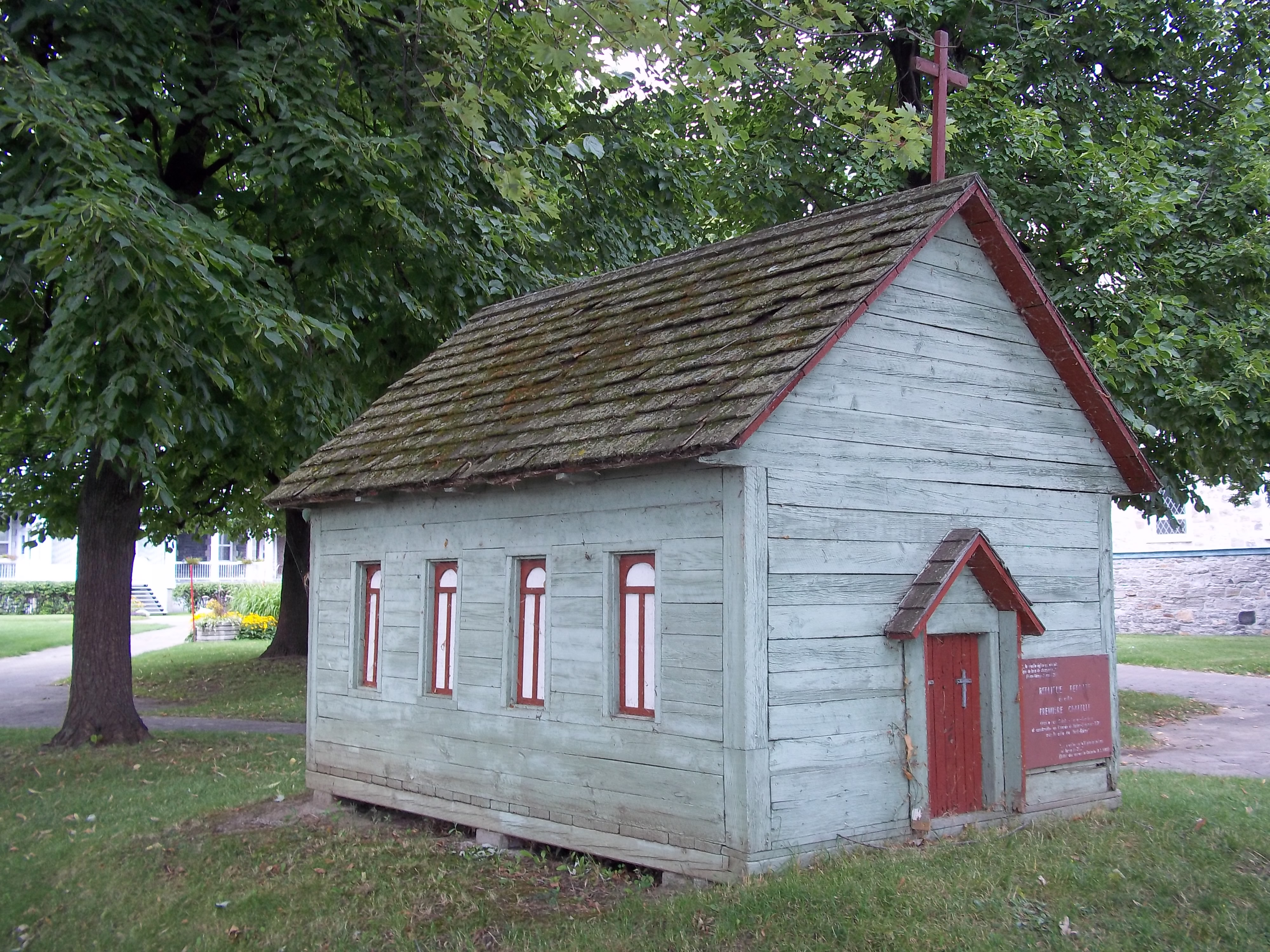
Réplique réduite de la première chapelle.

La paroisse des Saints-Anges Gardiens de Lachine (3e plus ancienne de l’île de Montréal) a été fondée en 1676.
La première chapelle en bois, dont on peut voir une réplique devant l’église actuelle, fut construite en 1676 sur l’actuel territoire de LaSalle. Érigée par Pierre Gaudin dit Chatillon, elle fut construite dans l’enceinte du fort de Lachine. La deuxième église, faite en pierres des champs, fut inaugurée en juillet 1703.

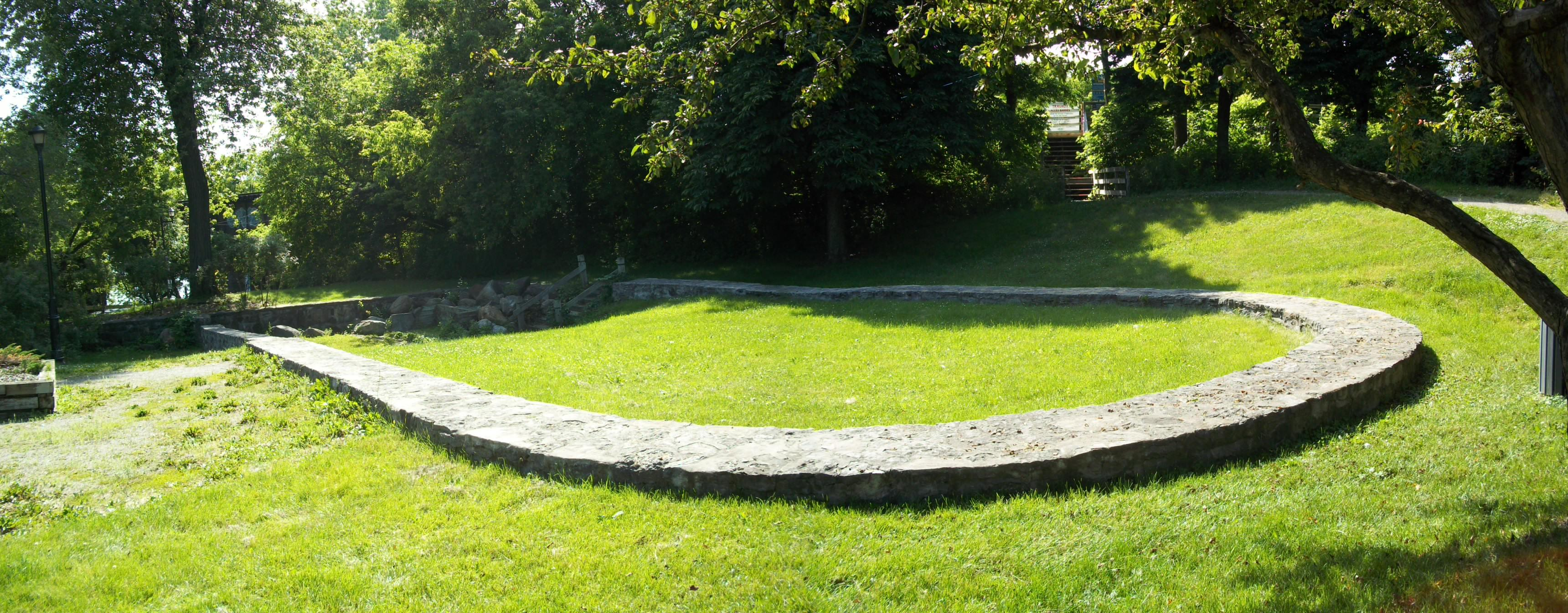
Site archéologique de l’Église-des-Saints-Anges-de-Lachine.

La population de la paroisse s’étant quelque peu déplacée, la fabrique décida de déménager l’église sur un terrain offert par un riche commerçant, Louis Boyer. En 1863, on construisit les fondations en même temps qu’on érigeait une sacristie pour y célébrer la messe en semaine.
La consécration de l’église eut lieu le 2 décembre 1865, mais ce n’est que trois ans plus tard qu’on en compléta l’intérieur. Cette troisième église fut réduite en cendres par un violent incendie le 7 octobre 1915. Seuls le presbytère, l’actuelle chapelle et les saintes espèces échappèrent aux flammes.

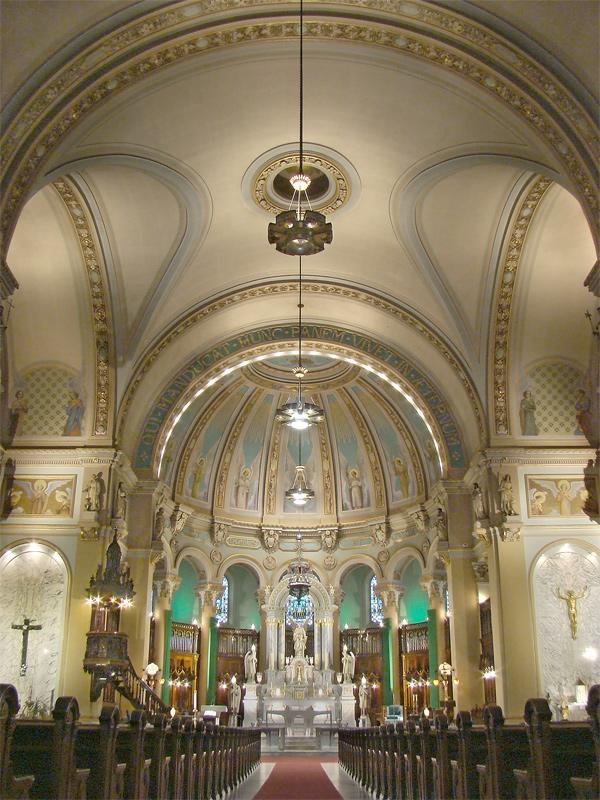
Intérieur décoré par Ozias Leduc.

Le 4 avril 1919, on commença la construction de la quatrième église (l’église actuelle) ; son inauguration eut lieu le 21 décembre 1920.
Les architectes sont Dalbé Viau (qui deviendra maire de Lachine de 1925 à 1933) et Alphonse Venne, concepteurs du plan de l’oratoire Saint-Joseph. Les architectes ont conçu l’édifice dans un style néo-roman et l’intérieur suit la disposition traditionnelle en forme de croix latine.

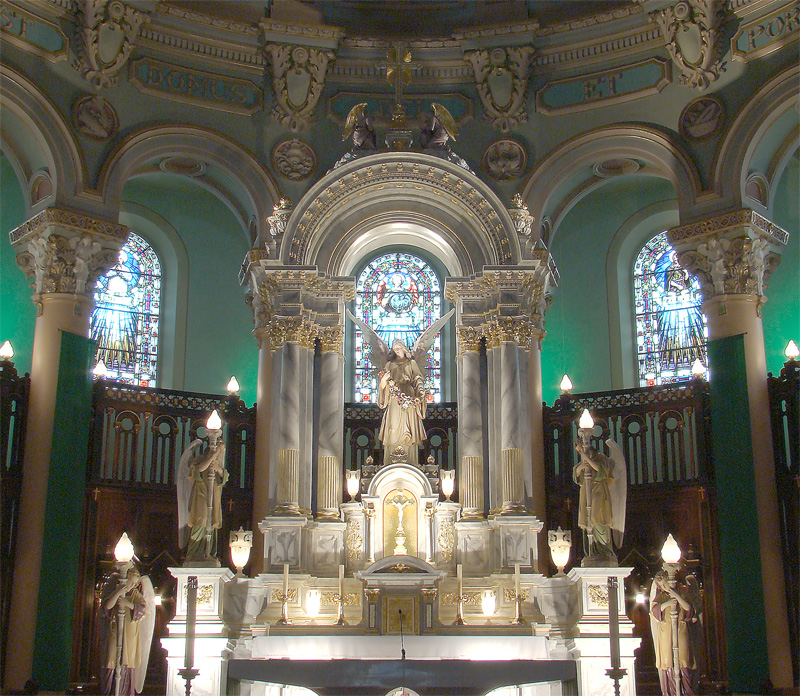
Le maître-autel.

Le 7 avril 1921, on procéda à la bénédiction des orgues de la Maison Casavant Frères qui fut suivie d’un concert donné par Auguste Descarries, fils de l’ancien maire Joseph Adélard Descarries.
Le 11 décembre 1923, on bénit les cinq cloches fabriquées en France et installées dans la tour gauche de l’église : Saints-Anges, Sacré-Cœur, Marie, Joseph et Marie-Anne.
Le 7 septembre 1924, les cloches de la troisième église incendiée furent refondues et servirent à la fabrication du monument du Sacré-Cœur, sur la promenade du Père-Marquette, près de la 15e Avenue.
Quant à la décoration intérieure de l’église, on la confia au célèbre peintre Ozias Leduc. Ce dernier a conçu seul l’ensemble du décor peint et sculpté. Le travail a été exécuté avec l’aide d’un associé et d’apprentis, dont Paul-Émile Borduas.
En 1930, Ozias Leduc a peint 34 peintures murales qui ornent la nef, le transept, le chœur et la tribune de l’orgue. Attribuée au sculpteur Louis Jobin, la monumentale statue de l’archange saint Michel ornant la façade de l’église est faite de bois et recouverte de cuivre.

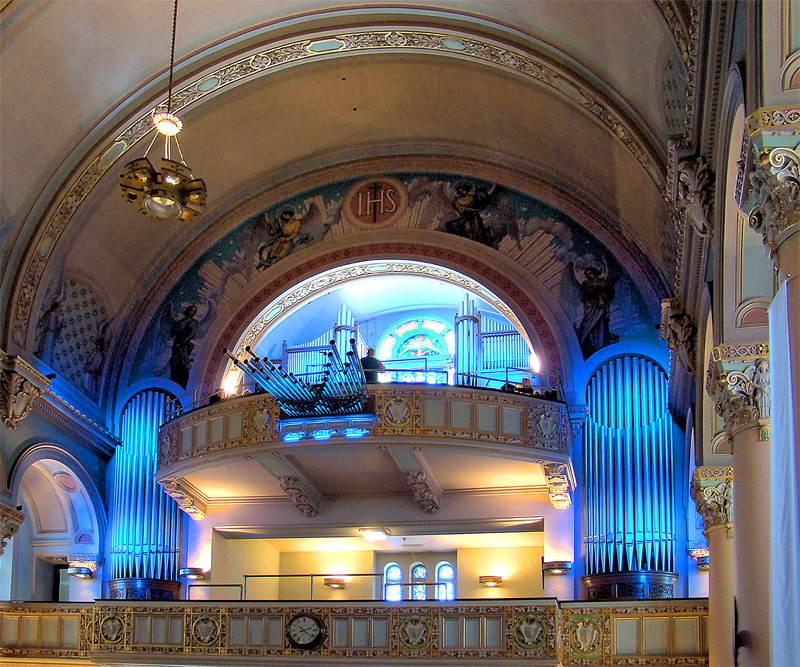
Les grandes orgues Casavant Frères.

En 2001, un projet de restauration complète de l’orgue a été mis sur pied.

## Sources
- Site de la Ville de Montréal